# 十一集 (増支部)
「十一集」（じゅういっしゅう、巴: Ekādasaka-nipāta, エーカーダサカ・ニパータ）とは、パーリ仏典経蔵増支部の第11集。

## 構成
4品671経（項目）から成る。
- 1.依止品（Nissaya-vaggo） --- 1-10
- 2.憶念品（Anussati-vaggo） --- 11-20
- 3.沙門品（Sāmañña-vaggo） --- 22-501
- 4.貪品（Rāga-peyyālaṃ） --- 502-671

## 日本語訳
- 『南伝大蔵経・経蔵・増支部経典7』（第22巻下） 大蔵出版